# Phasicnecus citrinus
Phasicnecus citrinus är en fjärilsart som beskrevs av Druce 1886. Phasicnecus citrinus ingår i släktet Phasicnecus och familjen Eupterotidae. Inga underarter finns listade i Catalogue of Life.